# Scottish Premiership 2016-17
La temporada 2016-17 fue la 120.ª edición del Campeonato escocés de fútbol y la 4.ª edición como Scottish Premiership, la división más importante del fútbol escocés. La temporada comenzó en agosto de 2016 y terminó el 21 de mayo de 2017. El Celtic de Glasgow se proclamó campeón 48.º con récord de puntos hasta la fecha en Europa con un total de 106, además del regreso del refundado Glasgow Rangers.

## Ascensos y descensos
| Pos. | Descendido de la Scottish Premiership 2015-16 |
| ---- | --------------------------------------------- |
| 12º  | Dundee United                                 |

| Pos. | Ascendido de la Scottish Championship |
| ---- | ------------------------------------- |
| 1º   | Rangers                               |

## Equipos participantes
| Equipo              | Ciudad     | Estadio            | Capacidad |
| ------------------- | ---------- | ------------------ | --------- |
| Aberdeen            | Aberdeen   | Pittodrie Stadium  | 22.220    |
| Celtic              | Glasgow    | Celtic Park        | 60.837    |
| Dundee              | Dundee     | Dens Park          | 11.800    |
| Hamilton Academical | Hamilton   | New Douglas Park   | 6.500     |
| Heart of Midlothian | Edimburgo  | Tynecastle Stadium | 17.420    |
| Inverness           | Inverness  | Caledonian Stadium | 7.512     |
| Kilmarnock          | Kilmarnock | Rugby Park         | 18.220    |
| Motherwell          | Motherwell | Fir Park           | 13.750    |
| Partick Thistle     | Glasgow    | Firhill Stadium    | 10.800    |
| Rangers (*)         | Glasgow    | Ibrox Stadium      | 50.987    |
| Ross County         | Dingwall   | Victoria Park      | 6.500     |
| St. Johnstone       | Perth      | McDiarmid Park     | 10.673    |

- (*) Club ascendido esta temporada.

## Formato de competencia

### Temporada regular
En la fase inicial de la temporada, los 12 equipos jugarán un torneo de todos contra todos donde cada equipo jugará contra los otros equipos tres veces. Después de 33 partidos, la liga se divide en dos secciones de seis equipos, con cada equipo jugando entre sí en esa sección. La liga intenta equilibrar el calendario de partidos para que los equipos en la misma sección juegan entre sí dos veces de local y dos veces de visitante, pero a veces esto no es posible. Se jugará un total de 228 partidos, con 38 partidos jugados por cada equipo.

### Descenso y play-off
El equipo que termine en el lugar 12 descenderá automáticamente a la Scottish Championship, mientras que el campeón de esta será promovido a la Scottish Premiership para la temporada 2016-17. El equipo que termine 11º en la Scottish Premiership jugará contra el ganador de los playoffs del Scottish Championship (equipos que terminan segundo, tercero y cuarto en el Scottish Championship) en dos partidos de playoffs, el ganador asegura un lugar en la Scottish Premiership para la temporada 2017-18.

## Tabla de posiciones
- Actualización final el 23 de mayo del 2017.[1]

| Pos. | Equipo                       | Pts. | PJ | G  | E  | P  | GF  | GC | Dif. | Clasificación o descenso                                                  |
| ---- | ---------------------------- | ---- | -- | -- | -- | -- | --- | -- | ---- | ------------------------------------------------------------------------- |
| 1    | Celtic (C)                   | 106  | 38 | 34 | 4  | 0  | 106 | 25 | +81  | Clasifica a Liga de Campeones de la UEFA 2017-18                          |
| 2    | Aberdeen                     | 76   | 38 | 24 | 4  | 10 | 74  | 35 | +39  | Clasifica a segunda fase clasificatoria de Liga Europa de la UEFA 2017-18 |
| 3    | Rangers                      | 67   | 38 | 19 | 10 | 9  | 56  | 44 | +12  | Clasifica a primera fase clasificatoria de Liga Europa de la UEFA 2017-18 |
| 4    | St Johnstone                 | 58   | 38 | 17 | 7  | 14 | 50  | 46 | +4   | Clasifica a primera fase clasificatoria de Liga Europa de la UEFA 2017-18 |
| 5    | Heart of Midlothian          | 46   | 38 | 12 | 10 | 16 | 55  | 52 | +3   |                                                                           |
| 6    | Partick Thistle              | 42   | 38 | 10 | 12 | 16 | 38  | 54 | −16  |                                                                           |
|      |                              |      |    |    |    |    |     |    |      |                                                                           |
| 7    | Ross County                  | 46   | 38 | 11 | 13 | 14 | 48  | 58 | −10  |                                                                           |
| 8    | Kilmarnock                   | 41   | 38 | 9  | 14 | 15 | 36  | 56 | −20  |                                                                           |
| 9    | Motherwell                   | 38   | 38 | 10 | 8  | 20 | 46  | 69 | −23  |                                                                           |
| 10   | Dundee                       | 37   | 38 | 10 | 7  | 21 | 38  | 62 | −24  |                                                                           |
| 11   | Hamilton Academical          | 35   | 38 | 7  | 14 | 17 | 37  | 56 | −19  | Clasifica a Premiership playoff final                                     |
| 12   | Inverness Caledonian Thistle | 34   | 38 | 7  | 13 | 18 | 44  | 71 | −27  | Descendido a la Scottish Championship                                     |

 Fuente: Scottish Premiership, Soccerway
Criterios de clasificación: 1) Puntos; 2) puntos entre sí; 3) diferencia de goles; 4) Goles marcados.
Notas:
1. ↑  Los equipos juegan entre sí tres veces (33 partidos) antes de que la liga se divida en dos grupos (los seis primeros y los seis inferiores).

## Máximos Goleadores
Fuente: bbc.com/sport
| Pos. | Jugador          | Club            | Goles |
| ---- | ---------------- | --------------- | ----- |
| 1    | Liam Boyce       | Ross County     | 23    |
| 2    | Scott Sinclair   | Celtic          | 21    |
| 3    | Moussa Dembélé   | Celtic          | 17    |
| 4    | Stuart Armstrong | Celtic          | 15    |
| 4    | Louis Moult      | Motherwell      | 15    |
| 6    | Kris Doolan      | Partick Thistle | 14    |
| 7    | Jamie Walker     | Hearts          | 12    |
| 7    | Adam Rooney      | Aberdeen        | 12    |
| 7    | Leigh Griffiths  | Celtic          | 12    |
| 10   | Kenny Miller     | Rangers         | 11    |

Source:

## Play-offs de ascenso

### Cuartos de final
Se enfrentan los equipos que finalizaron en las posiciones 3º y 4º en el Scottish Championship 2016-17, siendo el tercero, quien define de local.
| 9 de mayo de 2017 | Greenock Morton | 1:2'    | Dundee United | Cappielow, Greenock                                      |                                                          |
|                   |                 | Reporte |               | Asistencia: 3.306 espectadores Árbitro(s): Willie Collum | Asistencia: 3.306 espectadores Árbitro(s): Willie Collum |

| 12 de mayo de 2017 | Dundee United | 3:0'    | Greenock Morton | Tannadice Park, Dundee                                   |                                                          |
|                    |               | Reporte |                 | Asistencia: 6.606 espectadores Árbitro(s): Andrew Dallas | Asistencia: 6.606 espectadores Árbitro(s): Andrew Dallas |

- Dundee United clasifica a las semifinales con un marcador global de 5-1.

### Semifinal
La semifinal es disputada por el subcampeón del Scottish Championship y el ganador de la llave de cuartos de final
| 16 de mayo de 2017 | Dundee United | 2:2'    | Falkirk | Tannadice Park, Dundee                                  |                                                         |
|                    |               | Reporte |         | Asistencia: 7.034 espectadores Árbitro(s): Bobby Madden | Asistencia: 7.034 espectadores Árbitro(s): Bobby Madden |

| 13 de mayo de 2016 | Falkirk | 1:2'    | Dundee United | Falkirk Stadium, Falkirk                                |                                                         |
|                    |         | Reporte |               | Asistencia: 7.926 espectadores Árbitro(s): Kevin Clancy | Asistencia: 7.926 espectadores Árbitro(s): Kevin Clancy |

- Dundee United clasifica a la final con un marcador global de 4-3.

### Final
La final es disputada por el ganador de la llave de semifinales y el equipo que finalice 11.º en la actual temporada de Premiership. El ganador jugará la próxima temporada en la máxima categoría.
| 25 de mayo de 2017 | Dundee United | 0:0'    | Hamilton Academical | Tannadice Park, Dundee |  |
|                    |               | Reporte |                     |                        |  |

| 28 de mayo de 2017 | Hamilton Academical | 1:0'    | Dundee United | New Douglas Park, Hamilton |  |
|                    |                     | Reporte |               |                            |  |

- Hamilton Academical gana la serie con un resultado global de 1-0 y mantiene su lugar en la Premiership.

## Scottish Championship
| Pos. | Equipo               | Pts. | PJ | G  | E  | P  | GF | GC | Dif. | Ascenso, clasificación o descenso                |
| ---- | -------------------- | ---- | -- | -- | -- | -- | -- | -- | ---- | ------------------------------------------------ |
| 1    | Hibernian (C)        | 71   | 36 | 19 | 14 | 3  | 59 | 25 | +34  | Ascendido a la Scottish Premiership 2017-18      |
| 2    | Falkirk              | 60   | 36 | 16 | 12 | 8  | 58 | 40 | +18  | Clasifica a Premiership playoff semifinal        |
| 3    | Dundee United        | 57   | 36 | 15 | 12 | 9  | 50 | 42 | +8   | Clasifica a Premiership playoff cuartos de final |
| 4    | Greenock Morton      | 52   | 36 | 13 | 13 | 10 | 44 | 41 | +3   | Clasifica a Premiership playoff cuartos de final |
| 5    | Dunfermline Athletic | 48   | 36 | 12 | 12 | 12 | 46 | 43 | +3   |                                                  |
| 6    | Queen of the South   | 43   | 36 | 11 | 10 | 15 | 46 | 52 | −6   |                                                  |
| 7    | St Mirren            | 39   | 36 | 9  | 12 | 15 | 52 | 56 | −4   |                                                  |
| 8    | Dumbarton            | 39   | 36 | 9  | 12 | 15 | 46 | 56 | −10  |                                                  |
| 9    | Raith Rovers         | 39   | 36 | 10 | 9  | 17 | 35 | 52 | −17  | Clasifica a Championship playoffs                |
| 10   | Ayr United           | 33   | 36 | 7  | 12 | 17 | 33 | 62 | −29  | Descendido a la Scottish League One              |

 Fuente: 
Criterios de clasificación: 1) Puntos; 2) puntos entre sí; 3) diferencia de goles; 4) Goles marcados